# My last fight
「My last fight」（マイ ラストファイト）は、日本の音楽グループLOVE PSYCHEDELICOの8枚目のシングルである。2003年11月5日発売。発売元はビクターエンタテインメント。

## 概要
- PV監督は辻川幸一郎。

## 収録曲
| 全作詞・作曲・編曲: LOVE PSYCHEDELICO。 |                   |                   |                   |      |
| #                                       | タイトル          | 作詞              | 作曲・編曲        | 時間 |
| 1.                                      | 「My last fight」 | LOVE PSYCHEDELICO | LOVE PSYCHEDELICO | 3:46 |
| 2.                                      | 「fleeing star」  | LOVE PSYCHEDELICO | LOVE PSYCHEDELICO | 4:44 |
| 3.                                      | 「Dreamer」       | LOVE PSYCHEDELICO | LOVE PSYCHEDELICO | 2:52 |

## 収録アルバム

### My last fight
- オリジナル『LOVE PSYCHEDELICO III』（2004年2月25日）
- ライブ『LIVE PSYCHEDELICO』（2006年3月22日）
- ベスト『Early Times』（2007年6月27日）
- ベスト『This is LOVE PSYCHEDELICO』（2008年6月18日）

### fleeing star
- オリジナル『LOVE PSYCHEDELICO III』（2004年2月25日）

## タイアップ
- My last fight：フジテレビ系テレビドラマ『ハコイリムスメ!』エンディングテーマ